# Euodynerus setosus
Euodynerus setosus är en stekelart som beskrevs av Gusenleitner 1970. Euodynerus setosus ingår i släktet kamgetingar, och familjen Eumenidae. Utöver nominatformen finns också underarten E. s. rubicundus.